# Yahagi (rzeka)
Yahagi (jap. 矢作川 Yahagi-gawa) – rzeka w Japonii, na wyspie Honsiu. Jej długość wynosi 118 km, a powierzchnia dorzecza to 1830 km². Na rzece znajduje się 7 tam. Przy ujściu rzeki do zatoki Mikawa leżą miasta Nishio i Hekinan.